# Порталегрівсько-Каштелу-Бранківська діоцезія
Порталегрівсько-Каштелу-Бранківська діоцезія (лат. Dioecesis Portalegrensis-Castri Albi; порт. Diocese de Portalegre-Castelo Branco) — діоцезія римського обряду Католицької церкви в Португалії, з центрами у містах Порталегре та Каштелу-Бранку. Охоплює терени округів Порталегре і  Каштелу-Бранку. Входить до складу Лісабонської церковної провінції. Суфраганна діоцезія Лісабонської архідіоцезії. Заснована 2 квітня 1550 року. Голова — єпископ Порталегрівський і Каштелу-Бранківський. Центральні храми — Порталегрівський собор і Каштелу-Бранківський собор.   Населення — 250,541 ос.; з них католики — 248,923 ос. (99.4%). Чинний голова — Антоніну Еугеніу Фернандіш Діаш, єпископ Порталегрівський і Каштелу-Бранківський. Стара назва до 1956 року — Порталегрівсьська діоце́зія.

## Назва
- Порталегрівсько-Каштелу-Бранківська діоцезія (порт. Diocese de Portalegre-Castelo Branco) — сучасна назва.
- Порталегрівсько-Каштелу-Бранківське єпископство (порт. Bispado de Portalegre-Castelo Branco)
- Порталегрівська діоцезія (порт. Diocese de Portalegre) — стара назва до 1956 року.
- Порталегрівське єпископство (порт. Bispado de Portalegre)

## Історія
- 2 квітня 1550: створена Порталегрівська діоцезія шляхом виокремлення зі складу Еворської архідіоцезії та Гуардської діоцезії[1], за понтифікату римського папи Юлія III і правління португальського короля Жуана III.
- 7 липня 1771: створена Каштелу-Бранківська діоцезія[2]
- 30 вересня 1881: Каштелу-Бранківська діоцезія приєднана до складу Порталегрівської діоцезії[1][2].
- 18 липня 1956: Порталегрівська діоцезія перейменована на Порталегрівсько-Каштелу-Бранківську діоцезію[1].

## Єпископи
- Антоніну Еугеніу Фернандіш Діаш

## Статистика
Згідно з «Annuario Pontificio» і Catholic-Hierarchy.org:
| Рік  | Населення | Населення | Населення | Священики | Священики | Священики | Священики           | Диякони | Ченці    | Ченці | Парафії |
| Рік  | католики  | загалом   | %         | загалом   | секулярні | ченці     | вірних на священика | Диякони | чоловіки | жінки | Парафії |
| ---- | --------- | --------- | --------- | --------- | --------- | --------- | ------------------- | ------- | -------- | ----- | ------- |
| 1949 | 319.080   | 348.184   | 91,6      | 159       | 159       |           | 2.006               |         |          | 144   | 154     |
| 1969 | 350.524   | 354.275   | 98,9      | 197       | 178       | 19        | 1.779               |         | 36       | 197   | 106     |
| 1980 | 289.900   | 292.200   | 99,2      | 157       | 140       | 17        | 1.846               |         | 23       | 177   | 161     |
| 1990 | 299.500   | 302.000   | 99,2      | 139       | 122       | 17        | 2.154               |         | 24       | 206   | 158     |
| 1999 | 258.762   | 260.380   | 99,4      | 111       | 98        | 13        | 2.331               | 7       | 13       | 201   | 162     |
| 2000 | 256.840   | 258.458   | 99,4      | 109       | 99        | 10        | 2.356               | 7       | 10       | 192   | 161     |
| 2001 | 254.909   | 256.527   | 99,4      | 117       | 103       | 14        | 2.178               | 6       | 17       | 167   | 162     |
| 2002 | 253.165   | 254.783   | 99,4      | 117       | 103       | 14        | 2.163               | 12      | 16       | 180   | 162     |
| 2003 | 251.324   | 252.942   | 99,4      | 114       | 99        | 15        | 2.204               | 12      | 15       | 194   | 162     |
| 2004 | 248.923   | 250.541   | 99,4      | 104       | 89        | 15        | 2.393               | 12      | 15       | 179   | 162     |
| 2013 | 228.186   | 231.804   | 98,4      | 84        | 71        | 13        | 2.716               | 13      | 13       | 127   | 161     |
| 2016 | 202.806   | 220.046   | 92,2      | 77        | 64        | 13        | 2.633               | 13      | 13       | 87    | 161     |